# Si se la puede, gana
Si se la puede, gana fue un programa de televisión emitido por Canal 13 entre 1998 y 2004, bajo licencia de Tokyo Broadcasting System conducido en la primera temporada por Raúl Matas y la presencia de cuatro reporteros familiares: Javiera Contador, Karla Constant, Fernando Alarcón y Patricio Oñate. En 1999, los cuatro reporteros familiares quedaron como conductores del espacio, tras el alejamiento de su conductor central.
Si se la puede, gana era una franquicia japonesa del programa Happy Family Plan, emitido por Tokyo Broadcasting System, razón por la cual el espacio no se emitía en UCTV Señal Internacional.

## Historia
El programa parte el jueves 6 de agosto de 1998, y en un comienzo se estructuró con un conductor central, Raúl Matas, y cuatro "reporteros familiares", quienes apadrinaban a las familias: Javiera Contador, Karla Constant, Fernando Alarcón y Patricio Oñate, quienes visitaban el hogar de cuatro familias (una por cada panelista) a plantearles un desafío que creaba un piloto de prueba, como el "Mago Oli" (Gerardo Parra), Enrique González, los hermanos Gonzalo y Javier Bustos, Juan Marín, José Martínez, Jorge Olivares entre otros. La prueba planteada (una por cada familia), debía ser ensayada durante tres días en casa (en las siguientes temporadas se aumentó a una semana la práctica en casa) antes de ir al estudio, para lo cual era condición llevar la prueba lograda en casa. Las pruebas eran con los más diversos elementos caseros como vasos, cucharas, frascos, cojines, bolitas, botellas, pelotas, entre muchos otros objetos.
La prueba final era hacer el desafío planteado en el estudio y si se lograba en el tiempo establecido (no todas las pruebas llevaban tiempo) la familia se llevaba los premios, que iban desde electrodomésticos como cocina, lavadora, equipos de música, televisor, juguera, cámara fotográfica, estufa, bicicleta, hasta el premio mayor que era un automóvil cero kilómetro.
En 1999, aparte de cambiarse el programa a los días viernes, la mecánica del programa sufre algunos cambios, ya que con la salida de Raúl Matas, no se le reemplazó, y los cuatro reporteros familiares quedaron además como conductores del espacio. Y además del cambio escenográfico, en donde tenían los premios como televisores y videograbadores en un lado del asiento donde esperaba la familia del concursante, tras un panel corredizo estaba el automóvil cero kilómetro, que quedó como único premio para las familias ganadoras a partir de ese año. También se incorporaron pruebas pequeñas para el público presente en el estudio y un desafío llamado Si se la Puede, venga.
El último capítulo de cada temporada era un repechaje, en el cual una cierta cantidad de familias (7 en 1998; 10 en 1999, 2002 y 2003; y 8 en 2000 y 2001) que estuvieron a punto de lograr la prueba, tenían la oportunidad de realizar nuevamente la misión encomendada, pero para ganarse el automóvil (que era uno en dicho capítulo) las familias que cumplían el desafío encomendado, debían jugar entre sí por obtenerlo mediante competencias adicionales.
Los automóviles que se regalaron en las diferentes temporadas de Si se la Puede, Gana fueron los siguientes:
- 1998: Ford Fiesta de 5 puertas, año 1998.
- 1999 y 2000: Chevrolet Corsa de 5 puertas, del año, según el caso.
- 2001: Chevrolet Corsa de 3 puertas, año 2001 y en los últimos capítulos, 2002.
- 2002: Renault Clio de 5 puertas, año 2002, y en los últimos programas, 2003.
- 2003: Suzuki Maruti de 5 puertas, año 2004.

El programa sufre bajas importantes en 2003, cuando se fueron Fernando Alarcón (a Mega para volver al Jappening con ja) y el director Felipe Pavez, y quedaron sólo los otros tres panelistas ya nombrados. Eric Heinsohn, director asistente, queda como director general. La última temporada se caracterizó por un desgaste del esquema y sintonías más bajas que en años anteriores, lo que incidió fuertemente en el fin del programa, cuyo último capítulo se emitió el viernes 2 de enero de 2004.
En total participaron 269 familias en los 6 años que duró al aire el espacio. Fueron, en total, 76 emisiones en esas 6 temporadas, en los cuales se regalaron 166 automóviles.